# Општина Рау де Мори (Хунедоара)
Рау де Мори (рум. Râu de Mori) општина је у Румунији у округу Хунедоара.
Oпштина се налази на надморској висини од 497 m.